# Herb gminy Nowy Duninów
Herb gminy Nowy Duninów – symbol gminy Nowy Duninów, ustanowiony 23 listopada 1990.

## Wygląd i symbolika
Herb przedstawia na tarczy dzielonej z lewą w skos błękitną linią falistą pole lewe zielone oraz pole górne białe z czarnym porożem jelenia, pod którym umieszczono literę „D” (symbol nazwy gminy) koloru czarnego na czerwonym kształcie przypominającym głowę jelenia.